# Studio Ghibli
Studio Ghibli, Inc. (株式会社スタジオジブリ Kabushiki-gaisha Sutajio Jiburi?) este un studio de animație japonez cu sediu în Koganei, Tokyo. Are o prezență puternică în industria animației și și-a extins portofoliul să includă mai multe forme de media precum scurtmetraje, reclame televizate și două filme de televiziune. Munca lor a fost bine primită de către audiență și recunoscută cu numeroase premii. Mascota și cel mai recunoscut simbol, personajul Totoro din filmul din 1988 Vecinul Totoro, este un spirit gigant inspirat de câini raton] (tanuki) și pisici (neko). Printre filmele cu cele mai mari încasări ale studioului sunt Prințesa Mononoke (1997), Călătoria lui Chihiro (2001), Castelul umblător al lui Howl (2004), Ponyo (2008) și Băiatul și stârcul (2023). Studio Ghibli a fost fondat pe 15 iunie 1985 de regizorii Hayao Miyazaki și Isao Takahata și producătorul Toshio Suzuki după achiziționarea activelor lui Topcraft.
Cinci dintre filmele studioului se numără printre cele zece filme anime cu cele mai mari încasări realizate în Japonia. Călătoria lui Chihiro este al doilea, încasând 31,68 miliarde de yeni în Japonia și peste 380 milioane de dolari americani mondial, iar Princess Mononoke este al patrulea încasând 20,18 miliarde de yeni. Trei dintre filmele lor au câștigat premiul  Animage Grand Prix, patru au câștigat Premiul de film al Academiei Japoniei pentru animația anului și cinci au primit nominalizări la Premiul Oscar. Călătoria lui Chihiro a câștigat Premiul Ursul de Aur în 2002 și Premiul Oscar pentru cel mai bun film de animație în 2003. Băiatul și stârcul a câștigat Premiul Globul de Aur pentru cel mai bun film de animație în 2024, Premiul BAFTA pentru cel mai bun film de animație, si Premiul Oscar pentru cel mai bun film de animație în 2024.

## Istorie
Numele Ghibli a fost ales de Miyazaki de la substantivul italian ghibli, cuvânt cu rădăcini arabe ce înseamnă vânt fierbinte, deșertic, ideea fiind că studioul „va aduce un aer proaspăt industriei anime”. Numele reprezintă, de asemenea, porecla avionului italian Caproni Ca.309, pilotat în timpul celui de-al Doilea Război Mondial.
Studioul a fost fondat pe 15 iunie 1985 de regizorii Hayao Miyazaki și Isao Takahata și producătorul Toshio Suzuki. Înainte de formarea studioului, Miyazaki și Takahata fuseseră deja implicați în proiecte cinematografice, având o carieră în lumea filmului și televiziunii japoneze. Cei doi lucraseră împreună la filmele 太陽の王子 ホルスの大冒険 (Taiyō no Ōji Horusu no Daibōken) (1968) și パンダ・コパンダ (Panda Kopanda) (1972). În 1978, Suzuki devine editorul revistei manga Animage, și începe colaborarea cu cei doi regizori.
În 1979, Miyazaki își face debutul regizoral cu Lupin III: Cagliostro no Shiro, film distribuit de compania Toho. Cinci ani mai târziu, Miyazaki scrie și regizează pentru Topcraft pelicula science-fiction Nausicaä of the Valley of the Wind, bazată pe manga cu același nume. Succesul box-office al filmului (peste un miliard de yeni) îl motivează pe Suzuki, membru al echipei de producție, să formeze un nou studio de animație alături de Miyazaki și Takahata.
De-a lungul timpului, studioul a produs, în majoritate, filme concepute de Miyazaki, al doilea cel mai prolific regizor fiind Isao Takahata (Mormântul licuricilor). Alți regizori care au lucrat la Studio Ghibli sunt Yoshifumi Kondō, Hiroyuki Morita, Gorō Miyazaki ș Hiromasa Yonebayashi. Compozitorul Joe Hisaishi este creditat cu soundtrack-urile celor mai multe filme Miyazaki de la Studio Ghibli.
În august 1996, The Walt Disney Company și Tokuma Shoten au format un parteneriat din care reieșea că Walt Disney Studios Motion Pictures (în trecut Buena Vista Pictures Distribution, Inc.) va fi singurul distribuitor internațional al filmelor de animație Studio Ghibli. Disney urma, în schimb, să finanțeze 10% din următoarele costuri de producție ale studioului japonez. De atunci, toate filmele lui Miyazaki dublate de Strealine Pictures au fost redublate de Disney.
În octombrie 2001, Muzeul Ghibli a fost deschis în Mitaka, Tokyo. Găzduiește expoziții bazate pe filmele japoneze și prezintă un număr de animații de scurtă durată marca Studio Ghibli, indisponibile altundeva în lume.
Între 1999 și 2005, Studio Ghibli a fost un brand subsidiar al Tokuma Shoten. Acest parteneriat s-a încheiat în 2005, când Studio Ghibli a fost separat de Tokuma Shoten și s-a reînființat ca o companie independentă cu sediul relocat. Pe 1 februarie 2008, Toshio Suzuki renunță la poziția de președinte a Studio Ghibli, Koji Hoshino, fostul președinte al Walt Disney Japan, fiind investit în noua funcție.
Pe 3 august 2014, producțiile Studio Ghibli au fost temporar suspendate, motivul fiind retragerea lui Miyazaki din industria cinematografică. Pensionarea a dus la speculații că Studio Ghibli nu va mai realiza un film animat vreodată. În februarie 2017, Toshio Suzuki anunță public că Miyazaki a renunțat la pensionare și că se pregătește să regizeze un nou film, intitulat How Do You Live?. 

## Lungmetraje
| An   | Titlu                         | Regizor              | Scenarist                                       | Producător                       | Muzică              | Data lansării     | RT   | Metacritic |
| ---- | ----------------------------- | -------------------- | ----------------------------------------------- | -------------------------------- | ------------------- | ----------------- | ---- | ---------- |
| 1986 | Castle in the Sky             | Hayao Miyazaki       | Hayao Miyazaki                                  | Isao Takahata                    | Joe Hisaishi        | 2 august 1986     | 96%  | 78         |
| 1988 | Mormântul licuricilor         | Isao Takahata        | Isao Takahata                                   | Tōru Hara                        | Michio Mamiya       | 16 aprilie 1988   | 100% | 94         |
| 1988 | Vecinul Totoro                | Hayao Miyazaki       | Hayao Miyazaki                                  | Tōru Hara                        | Joe Hisaishi        | 16 aprilie 1988   | 94%  | 86         |
| 1989 | Kiki: Livrări la domiciliu    | Hayao Miyazaki       | Hayao Miyazaki                                  | Hayao Miyazaki                   | Joe Hisaishi        | 29 iulie 1989     | 98%  | 83         |
| 1991 | Printre amintiri              | Isao Takahata        | Isao Takahata                                   | Toshio Suzuki                    | Katz Hoshi          | 20 iulie 1991     | 100% | 90         |
| 1992 | Porco Rosso                   | Hayao Miyazaki       | Hayao Miyazaki                                  | Toshio Suzuki                    | Joe Hisaishi        | 18 iulie 1992     | 95%  | 83         |
| 1993 | Valurile oceanului            | Tomomi Mochizuki     | Seiji Okuda & Nozomu Takahashi                  | Toshio Suzuki                    | Shigeru Nagata      | 5 mai 1993        | 88%  | 73         |
| 1994 | Pom Poko                      | Isao Takahata        | Isao Takahata                                   | Toshio Suzuki                    | Shang Shang Typhoon | 16 iulie 1994     | 85%  | 77         |
| 1995 | Șoapte din inimă              | Yoshifumi Kondō      | Hayao Miyazaki                                  | Toshio Suzuki                    | Yuji Nomi           | 15 iulie 1995     | 94%  | 75         |
| 1997 | Prințesa Mononoke             | Hayao Miyazaki       | Hayao Miyazaki                                  | Toshio Suzuki                    | Joe Hisaishi        | 12 iulie 1997     | 93%  | 76         |
| 1999 | Familia Yamada                | Isao Takahata        | Isao Takahata                                   | Toshio Suzuki                    | Akiko Yano          | 17 iulie 1999     | 78%  | 75         |
| 2001 | Călătoria lui Chihiro         | Hayao Miyazaki       | Hayao Miyazaki                                  | Toshio Suzuki                    | Joe Hisaishi        | 20 iulie 2001     | 97%  | 96         |
| 2002 | Regatul pisicilor             | Hiroyuki Morita      | Reiko Yoshida                                   | Toshio Suzuki & Nozomu Takahashi | Yuji Nomi           | 19 iulie 2002     | 91%  | 70         |
| 2004 | Castelul umblător al lui Howl | Hayao Miyazaki       | Hayao Miyazaki                                  | Toshio Suzuki                    | Joe Hisaishi        | 20 noiembrie 2004 | 87%  | 80         |
| 2006 | Întoarcerea dragonilor        | Gorō Miyazaki        | Gorō Miyazaki & Keiko Niwa                      | Tomohiko Ishii & Toshio Suzuki   | Tamiya Terashima    | 29 iulie 2006     | 43%  | 47         |
| 2008 | Ponyo                         | Hayao Miyazaki       | Hayao Miyazaki                                  | Toshio Suzuki                    | Joe Hisaishi        | 19 iulie 2008     | 91%  | 86         |
| 2010 | Lumea secretă a lui Arrietty  | Hiromasa Yonebayashi | Hayao Miyazaki & Keiko Niwa                     | Toshio Suzuki                    | Cécile Corbel       | 17 iulie 2010     | 95%  | 80         |
| 2011 | Dealul cu maci                | Gorō Miyazaki        | Hayao Miyazaki & Keiko Niwa                     | Toshio Suzuki                    | Satoshi Takebe      | 16 iulie 2011     | 86%  | 71         |
| 2013 | Vântul se întețește           | Hayao Miyazaki       | Hayao Miyazaki                                  | Toshio Suzuki                    | Joe Hisaishi        | 20 iulie 2013     | 88%  | 83         |
| 2013 | Povestea prințesei Kaguya     | Isao Takahata        | Isao Takahata & Riko Sakaguchi                  | Yoshiaki Nishimura               | Joe Hisaishi        | 23 noiembrie 2013 | 100% | 89         |
| 2014 | Anna și Marnie                | Hiromasa Yonebayashi | Hiromasa Yonebayashi, Keiko Niwa & Masashi Ando | Yoshiaki Nishimura               | Takatsugu Muramatsu | 19 iulie 2014     | 91%  | 72         |
| 2020 | Earwig și vrăjitoarea         | Gorō Miyazaki        | Keiko Niwa & Emi Gunji                          | Toshio Suzuki                    | Satoshi Takebe      | 30 decembrie 2020 | 30%  | 45         |
| 2023 | Băiatul și stârcul            | Hayao Miyazaki       | Hayao Miyazaki                                  | Toshio Suzuki                    | Joe Hisaishi        | 14 iulie 2023     | 98%  | 91         |

### Documentare
- This Is How Ghibli Was Born (ジブリはこうして生まれた Jiburi wa kōshite umareta?), documentar din 1998, Nippon TV, 28 min.
- The Kingdom of Dreams and Madness (夢と狂気の王国 Yume to Kyoki no Okoku?), documentar din 2013 de Mami Sunada, 118 min.

## Animatori și designeri de marcă
- Masashi Ando (Paranoia Agent și Paprika)
- Makiko Futaki (Akira, Angel's Egg)
- Katsuya Kondō (Kiki's Delivery Service, Howl's Moving Castle)
- Kitarō Kōsaka (Monster, Master Keaton, și Nasu)
- Kazuo Oga (The Night of Taneyamagahara, My Neighbor Totoro)
- Kenichi Yoshida (Overman King Gainer și Eureka Seven)
- Akihiko Yamashita (Tide-Line Blue, Princess Nine, Strange Dawn, și Relic Armor Legacium)
- Hideaki Anno (Nausicaä of the Valley of the Wind, Neon Genesis Evangelion)
- Takashi Nakamura (Nausicaä of the Valley of the Wind)
- Atsushi Takahashi (Spirited Away)

## Further reading
- Alpert, Steve (2020). Sharing a House with the Never-Ending Man. Stone Bridge Press. ISBN 978-1-61172-057-0.
- Denison, Rayna (2023). Studio Ghibli: An Industrial History. Palgrave MacMillan. ISBN 978-3-031-16843-7.
- McCarthy, Helen (2002) [1999]. Hayao Miyazaki: Master of Japanese Animation. Stone Bridge Press. ISBN 978-1-8806-5641-9.
- Miyazaki, Hayao (1996). Starting Point: 1979–1996. Viz Media. ISBN 978-1-4215-6104-2.
- Miyazaki, Hayao (2014). Turning Point: 1997–2008. Viz Media. ISBN 978-1-4215-6090-8.
- Napier, Susan J. (2018). Miyazakiworld: A Life in Art. Yale University Press. ISBN 978-0-300-22685-0.
- Odell, Colin; Le Blanc, Michelle (2009). Studio Ghibli: The Films of Hayao Miyazaki and Isao Takahata. Kamera. ISBN 978-1-84243-279-2.
- Suzuki, Toshio (2018). Mixing Work with Pleasure. Japan Publishing Industry Foundation for Culture.

### Documentaries
- Arakawa, Kaku (regizor) (2016). Never-Ending Man: Hayao Miyazaki. NHK.
- Nonaka, Shinsuke (narator) (1998). ジブリはこうして生まれた. Nippon TV.
- Sunada, Mami (regizor) (2013). The Kingdom of Dreams and Madness. Dwango.
- Never-Ending Man: Hayao Miyazaki (終わらない人 宮﨑駿 Owaranai Hito Miyazaki Hayao?). Documentar din 2016 de Kaku Arakawa, 70 min.
- Hayao Miyazaki and the Heron. Documentar din 2024 de Kaku Arakawa, 120 min.